# Erdbeben vor Kreta 2009
Das Erdbeben vor Kreta 2009 ereignete sich am 1. Juli um 12:30:09 Uhr Ortszeit. Das Beben erreichte eine Momenten-Magnitude von Mw=6,4 und eine Raumwellen-Magnitude von MB=6,6. Sein Epizentrum lag vor der Südküste Kretas.

## Epizentrum

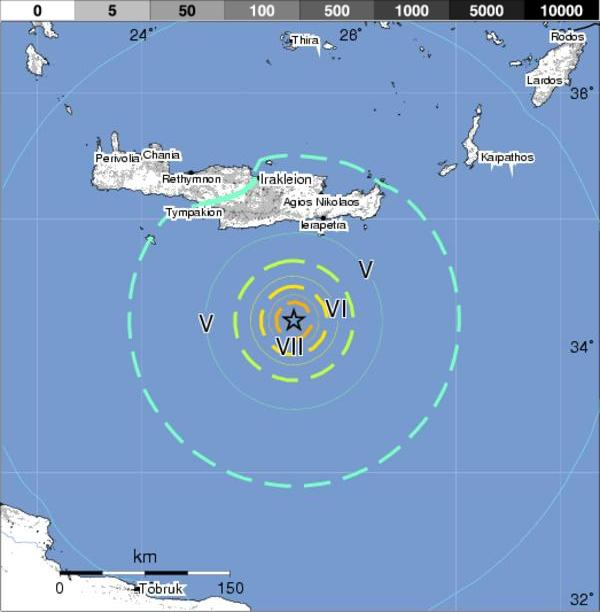
Karte mit Lage des Epizentrums und Verlauf der Mercalli-Intensitäten

Die Koordinaten des Epizentrums werden mit 34°14‘25‘‘N und 25°28‘40‘‘E angegeben. Dies entspricht einer Position im Libyschen Meer rund 100 Kilometer südlich von Ierapetra. Die Herdtiefe des Bebens lag bei 19 Kilometer. Am Epizentrum wurde eine Intensität von VII ermittelt, auf dem kretischen Festland jedoch nur noch V.
Eine Neuberechnung der seismologischen Daten durch Moshou und Kollegen (2010) erbrachten verbesserte Ergebnisse. Die Intensität des Bebens wurde auf mw=6,2 herabgestuft. Die Koordinaten des Epizentrums änderten sich zu 33°55‘12‘‘ und 25°28‘12‘‘ und liegen somit rund 35 Kilometer weiter südlich. Die Herdtiefe konnte jetzt mit H=22±3 Kilometer festgelegt werden. Die Kompressionswellen waren mit einer Geschwindigkeit von vp=6600 Meter/Sekunde eingetroffen. Durch eine Inversion des Momenttensors wurde die Herdfläche bestimmt: ihre Streichrichtung verläuft mit ϕ= 92±5° mehr oder weniger Ost-West und ihr Einfallswinkel beträgt δ=67±3° nach Süden. Auch die Erstbewegung an der Herdfläche wurde ermittelt, sie ist mehr oder weniger mit dem maximalen Einfallswinkel (λ=90°) identisch und nach Nord gerichtet. Es handelt sich somit um eine Aufschiebung, die leicht schräg versetzt (λ=80±5°) nach West erfolgte. Da der Herd im Bereich der Rücküberschiebungszone am Nordrand des Mittelmeerrückens liegt, ist dieses Ergebnis durchaus zu erwarten.

## Auswirkungen
Dem eigentlichen Hauptbeben waren über drei Tage hinweg Vorbeben vorangegangen, die am Tag zuvor sogar einen kleinen Tsunami ausgelöst hatten. Nach dem Hauptbeben setzten mehrere Schwärme von Nachbeben ein, deren Herdtiefe mit 15 bis 25 Kilometer ermittelt werden konnte und bei denen es sich ebenfalls um Aufschiebungen handelte.
Das Hauptbeben war noch in Kairo zu spüren, jedoch nicht in Athen. Sehr deutliche Erschütterungen konnten in Lasithi und in Iraklio auf Kreta wahrgenommen werden.
Die Sachschäden des Bebens waren nur gering und Menschenleben waren nicht zu beklagen.

## Geodynamik
Das Beben ereignete sich an der Plattengrenze zwischen der Ägäischen Platte und der Afrikanischen Platte, wobei letztere sich nach Norden bewegt und von der nach Südwesten vordringenden Ägäischen Platte überfahren wird. Der Ägäischen Platte vorgelagert ist der Hellenische Tiefseegraben und der Mittelmeerrücken, unter den die Afrikanische Platte subduziert wird.